# Gerardo Moncada
Gerardo Moncada (Bello, 1 december 1946) is een voormalig profvoetballer uit Colombia, die als verdediger onder meer speelde voor Atlético Nacional. Hij nam met het Colombiaans voetbalelftal deel aan de Olympische Spelen van 1972 in München, waar de ploeg in de voorronde werd uitgeschakeld na nederlagen tegen Polen en Oost-Duitsland, en een overwinning op Ghana.

## Erelijst
Atlético Nacional
- Copa Mustang

1973, 1976